# Satipoella
Satipoella is een kevergeslacht uit de familie van de boktorren (Cerambycidae). De wetenschappelijke naam van het geslacht werd voor het eerst geldig gepubliceerd in 1964 door Lane.

## Soorten
Satipoella omvat de volgende soorten:
- Satipoella bufo (Thomson, 1868)
- Satipoella heilipoides Lane, 1964
- Satipoella ochroma Júlio, 2003